# Timothy J. Crow
Timothy John Crow (ur. 7 czerwca 1938 w Londynie, zm. 10 listopada 2024) – brytyjski lekarz psychiatra, badacz schizofrenii. Jest honorowym dyrektorem Prince of Wales International Centre for Research into Schizophrenia and Depression. Wyróżnił schizofrenię typu 1, w której przeważają objawy wytwórcze (pozytywne) i schizofrenię typu 2, z przewagą objawów deficytowych (negatywnych). Jest też autorem hipotezy, wedle której schizofrenia jest ceną, jaką gatunek ludzki płaci za rozwinięcie zdolności językowych.
Ukończył szkołę medyczną Royal London Hospital w 1964 i otrzymał tytuł PhD na University of Aberdeen w 1970 roku. Przez dwadzieścia lat kierował oddziałem psychiatrii MRC Clinical Research Centre w Northwick Park. W 1994 roku przeniósł się do Oksfordu.
Należał do Royal College of Physicians, Royal College of Psychiatrists, Academy of Medical Sciences. W 2018 został Oficerem Orderu Imperium Brytyjskiego (OBE).

## Wybrane prace
- Molecular pathology of schizophrenia: more than one disease process?. „Br Med J”. 280 (6207), s. 66-8, 1980. PMID: 6101544.
- The two-syndrome concept: origins and current status. „Schizophr Bull”. 11 (3), s. 471-86, 1985. PMID: 2863873.
- A map of the rat mesencephalon for electrical self-stimulation.. „Brain Res”. 36 (2), s. 265-73, 1972. PMID: 5009639.
- Temporal lobe asymmetries as the key to the etiology of schizophrenia. „Schizophr Bull”. 16 (3), s. 433-43, 1990. PMID: 2287933.
- Is schizophrenia the price that Homo sapiens pays for language?[5]. (1997)